# Barclaya

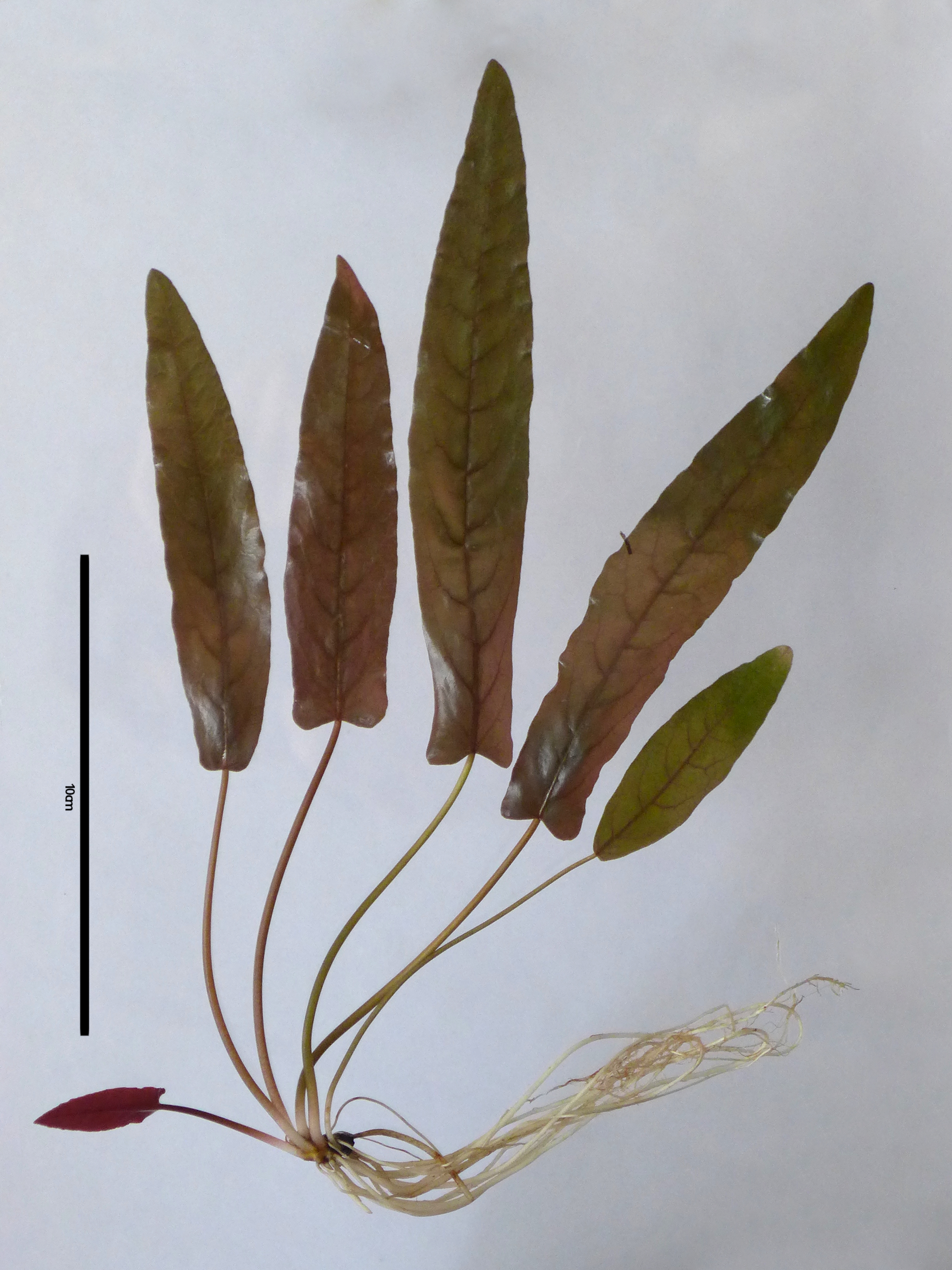
Barclaya longifolia.

Barclaya Wall., 1827, nom. cons. é um género de plantas com flor pertencente à família Nymphaeaceae, que agrupa quatro espécies de plantas aquáticas perenes nativas da Ásia tropical. O nome do género tem como epónimo o cervejeiro inglês nascido nos Estados Unidos e patrono da ciência Robert Barclay (1751-1830).

## Descrição
As plantas crescem a partir de tubérculos em forma de ovo que produzem estolhos curtos e uma roseta basal de folhas. Todas as folha permenecem submersas.

### Morfologia
Barclaya apresenta as características gerais da família Nymphaeaceae e as seguintes características:
- Ervas perenes, aquáticas ou de zonas pantanosas, com rizoma rasteiro.
- Folhas lanceoladas a obovadas ou orbiculares, de venação pinada.
- Flores solitárias; sépalas 4-5, hipóginos, persistentes; pétalas (8-)12, rosadas a vermelhas, formando um tubo, epíginos; estaminódios 10-20, extra-estaminais, estames numerosos, epipétalos, inseridos na superfície interna do tubo corolino, pêndulos, de cor magenta, tecas de deiscência longitudinal introrsa; carpelos 8-14, sincárpicos, estigmas em copa estigmática com apêndices carpelares em redor.
- Fruto globoso, esponjoso.
- Sementes numerosas, pequenas, espinhosas, sem arilo.
- Pólen considerado de um tipo muito primitivo nas angiospérmicas recentes: em B. longifolia es inaperturado, tectado, psilado a escabrado, zonasulculado em B. longifolia, B. kunstleri e B. rotundifolia.
- Número cromossómico: 2n = (34-)36; cromossomas moderadamente grandes: 1,5-3 μm. O número de cromossomas da Barclaya longifolia é n = 17.[4]

### Distribuição e habitat
Nas florestas tropicais, a Barclaya desenvolve-se ao longo de cursos de água ou nas suas margens. A desflorestação crescente em todo o Sudeste Asiático está a provocar a turvação dos habitats aquáticos, pondo em perigo a Barclaya.
Vivem em riachos de águas calmas e límpidas, exceto a espécie Barclaya rotundifolia, que é uma planta de pântano. Se as flores atingirem a superfície da água, a polinização parece ser efectuada por moscas (miofilia); caso contrário, as flores são cleistogâmicas e polinizam-se a si próprias, fechadas debaixo de água. As sementes espinhosas são transportadas pelas correntes de água ou têm uma disseminação zoocórica e são depois fixadas ao substrato pelos espinhos.

## Taxonomia
Embora Hydrostemma seja uma nome genérico que tem precedência em relação a Barclaya, devido a ter sido publicado 6 meses antes, o nome Barclaya, sendo mais conhecido que Hydrostemma, foi conservado (nomen conservandum), sendo portanto Hydrostemma um sinónimo de Barclaya.
A família separada Barclayaceae H.L.Li foi publicada em 1955. Acreditava-se que era uma espécie separada, devido ao tubo do perianto alargado (combinação de sépalas e pétalas) que surge da parte superior do ovário e aos estames que estão unidos basalmente. No entanto, estudos morfológicos e genéticos apoiam a posição da Barclaya na família Nymphaeaceae.
Em 2001, foi proposta uma ordem separada Barclayales Doweld, que deixou de fazer sentido com a inclusão de Barclaya na família Nymphaeaceae.
Recentes estudos genéticos e morfológicos apoiam a visão de que Barclaya deve ser inserida na família Nymphaeaceae, reforçando a aceitação de Barclaya na família Nymphaeaceae da ordem Nymphaeales.

### Espécies e sua distribuição
Na sua presente circunscrição taxonómica, o género Barclaya inclui as seguintes espécies:
- Barclaya longifolia Wall.
- Barclaya motleyi Hooker f.
- Barclaya hirta (Kurz ex Teijsm. & Binn.) Miq.
- Barclaya kunstleri (King) Ridl.
- Barclaya rotundifolia M.Hotta
- Barclaya panchorensis Komala
- Barclaya rugosa Sofiman Othman & N.Jacobsen
- Barclaya wellyi Wongso, Ipor & N.Jacobsen

| Flor | Espécie                                       | Distribuição                                                                            |
| ---- | --------------------------------------------- | --------------------------------------------------------------------------------------- |
|      | Barclaya longifolia Wall.                     | Indochina                                                                               |
|      | Barclaya motleyi Hook.f.                      | Indonésia (Irian Jaya, Kalimantan, Sumatra), Nova Guiné (Idei 2010), Malásia Peninsular |
|      | Barclaya hirta (Kurz ex Teijsm. & Binn.) Miq. | Indonésia, Sumatera                                                                     |
|      | Barclaya kunstleri (King) Ridl.               | Malásia Peninsular (Perak, Selangor, Johor)                                             |
|      | Barclaya rotundifolia M.Hotta                 | Borneo: Sarawak, Brunei e Kalimantan                                                    |
|      | Barclaya panchorensis Komala                  | Península Malaia                                                                        |
|      | Barclaya rotundifolia M.Hotta                 | Sarawak, Johore, Malásia                                                                |
|      | Barclaya rugosa Sofiman Othman & N.Jacobsen   | Malásia Peninsular                                                                      |
|      | Barclaya wellyi Wongso, Ipor & N.Jacobsen     | Sumatra                                                                                 |

## Etnobotânica
A espécie Barclaya longifolia é uma planta de aquário muito popular. Em condições de muita luz, a folhagem atraente e erecta apresenta uma coloração verde; em condições de pouca luz, a folhagem é acastanhada. A planta produz sementes facilmente em cultura, se o pólen for depositado no estigma.